# Lambha
Lambha là một thị trấn thống kê (census town) của quận Ahmadabad thuộc bang Gujarat, Ấn Độ.

## Nhân khẩu
Theo điều tra dân số năm 2001 của Ấn Độ, Lambha có dân số 16.725 người. Phái nam chiếm 54% tổng số dân và phái nữ chiếm 46%. Lambha có tỷ lệ 72% biết đọc biết viết, cao hơn tỷ lệ trung bình toàn quốc là 59,5%: tỷ lệ cho phái nam là 79%, và tỷ lệ cho phái nữ là 63%. Tại Lambha, 13% dân số nhỏ hơn 6 tuổi.